# انریکو کوکی
انریکو کوکی (انگلیسی: Enrico Cucchi; ۲ اوت ۱۹۶۵ – ۴ مارس ۱۹۹۶) بازیکن فوتبال اهل ایتالیا بود.
از باشگاه‌هایی که در آن بازی کرده‌است می‌توان به باشگاه فوتبال اینتر میلان، باشگاه فوتبال فیورنتینا، باشگاه فوتبال باری، و باشگاه فوتبال امپولی اشاره کرد.